# Гранд-Рив'єр-Шато
Гранд-Рив'єр-Шато (фр. Grande-Rivière Château) — муніципалітет у Франції, у регіоні Бургундія-Франш-Конте, департамент Жура. Гранд-Рив'єр-Шато утворено 1 січня 2019 року шляхом злиття муніципалітетів Шато-де-Пре i Гранд-Рив'єр. Адміністративним центром муніципалітету є Гранд-Рив'єр. Населення — 632 особи (01.01.2021).